# Biblioteca Națională Széchényi

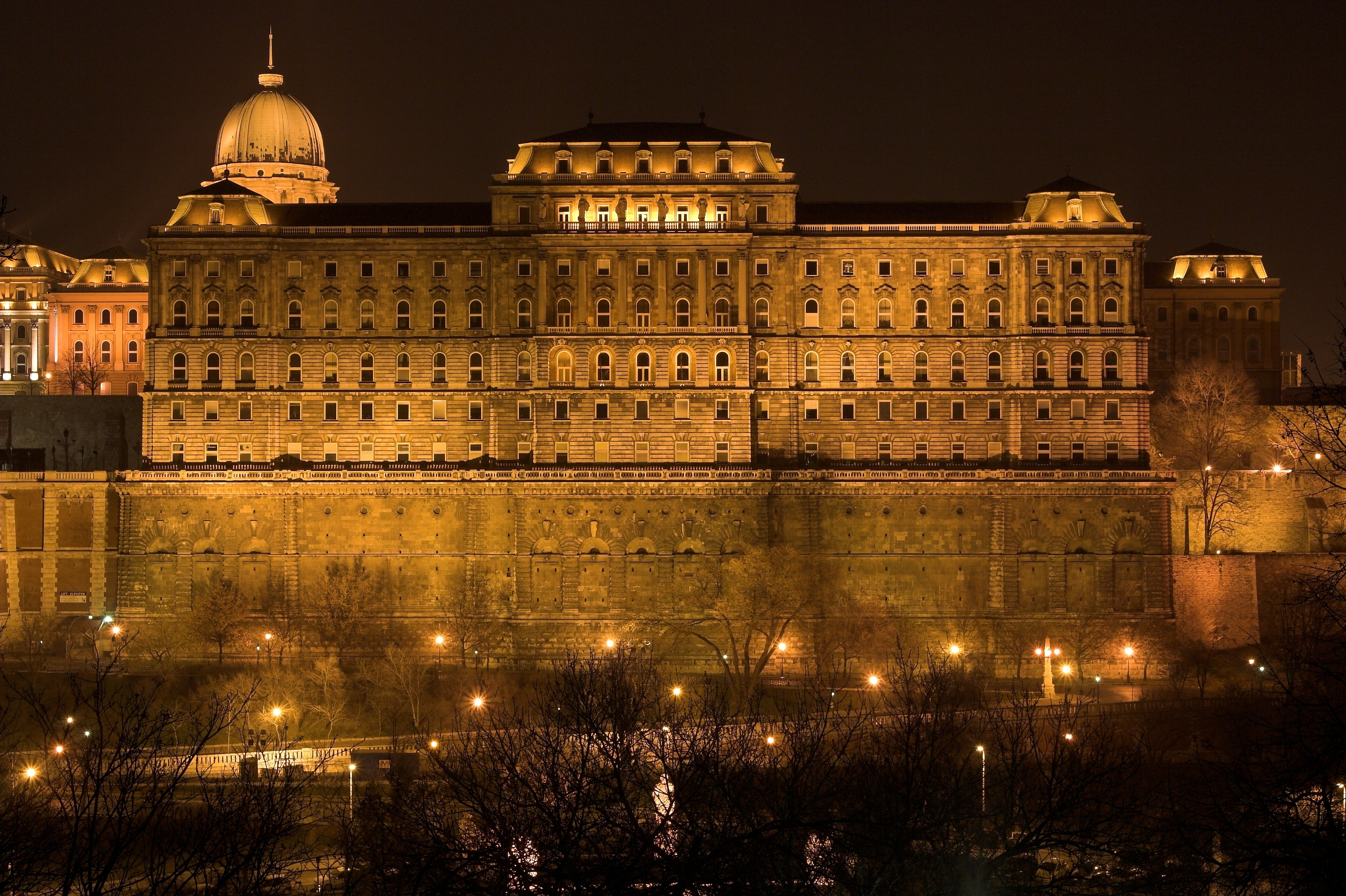
Biblioteca Națională Széchényi

Biblioteca Națională Széchényi (în maghiară Országos Széchényi Könyvtár) (OSZK) este o bibliotecă națională din Budapesta, Ungaria. Este una dintre cele două biblioteci naționale maghiare, cealaltă fiind Biblioteca Universității din Debrețin.

## Istoric
Biblioteca a fost fondată în 1802 de către aristocratul patriot maghiar contele Ferenc Széchényi. Széchényi a călătorit prin lume cumpărând cărți în limba maghiară, pe care le-a adunat și le-a donat națiunii maghiare. În anul următor, biblioteca publică a fost deschisă la Pesta. Exemplul lui Széchényi a determinat o mișcare la nivel național de donații de carte pentru bibliotecă.
În 1808 Adunarea Națională a Ungariei („Dieta”) a creat Muzeul Național al Ungariei pentru a adăposti colecția de materiale istorice, arheologice și naturale din Ungaria. Muzeul a fuzionat cu Biblioteca și în cei 200 de ani de când există a fost depozitarul național de materiale scrise și tipărite din istoria Ungariei.
În 1846 Muzeul Național al Ungariei s-a mutat în noua sa clădire, dar abia în 1949 Biblioteca a devenit din nou o instituție separată, cu numele actual. În 1985 biblioteca s-a mutat în noul său sediu din Castelul Buda. NSZL are un catalog indexat semantic.

## Directori
- 1985-1993 Gyula Juhász

## Colecții
- Copii ale fiecărui material tipărit de editurile din Ungaria:
  - publicații și tipărituri de orice fel produse în Ungaria
  - lucrări publicate în străinătate în limba maghiară sau scrise de către autori maghiari.
  - materiale netipărite pe hârtie (înregistrări audio, materiale video, documente electronice etc.);
- 8 milioane de obiecte cuprinzând:
  - 2,5 milioane de cărți
  - 385.000 volume de publicații (ziare și reviste)
  - 270.000 de documente muzicale scrise și înregistrate audio

  - 1 milion de manuscrise
  - 200.000 de hărți, inclusiv Tabula Hungariae, care a fost înscrisă în Registrul Memoria Lumii a UNESCO în 2007[3]
  - 320.000 de fotografii și gravuri
  - 3 milioane de afișe și tipărituri de mici dimensiuni.
  - copii pe microfilm a peste 272.000 documente.
- Colecția de cărți vechi
  - prima carte tipărită în Ungaria, Chronica Hungarorum („Cronica ungurilor”), care a fost tipărită și publicată în 1473
  - 8.600 de copii ale lucrărilor publicate până în 1711
  - 1.814 incunabule, datând din primul secol al tiparului
  - cel mai vechi text existent în limba maghiară: Rugăciunea și slujba de înmormântare din secolul al XII-lea este primul text cunoscut în limba maghiară (și în familia limbilor uralice ca un întreg).
  - primul poem cunoscut în limba maghiară (Tânguirea Fecioare Maria în maghiara veche)
  - cel mai vechi manuscris supraviețuitor al primului cod de legi în limba maghiară (Decretum Sancti Stephani Regis, „Decretul regelui Ștefan cel Sfânt”)
  - 35 de codice Corvina din biblioteca regelui Matia Corvin.

## Vezi și
- Fragmentul Todorescu
- Știința și tehnologia în Ungaria